# Ferrari 575M Maranello
La Ferrari 575M Maranello est un coupé GT développé et produit par la marque italienne Ferrari. Lancée en novembre 2002, elle succède à la Ferrari 550 Maranello et sera à son tour remplacée par la Ferrari 599 GTB Fiorano.

## Présentation
Le modèle se présente comme une évolution de la 550. Les améliorations apportées sont substantielles : elle est équipée d'un moteur qui passe de 5,5 l à 5,7 l de cylindrée, de plus grands disques de frein, d'une distribution différente du poids et de l'installation d'une suspension adaptative. Elle propose également un nouvel intérieur, mais la ligne extérieure reste quasiment inchangée.
Deux transmissions à six rapports sont disponibles, une boîte de vitesses manuelle conventionnelle et, pour la première fois sur un V12 Ferrari, la boîte de vitesses « F1 » (séquentielle) semi-automatique de Magneti Marelli. Le numéro 575 fait référence à la cylindrée du moteur en centilitres, tandis que le « M » est une abréviation de « modificato » (« modifié »).
À la fin de sa carrière, seront disponibles notamment à travers le kit GTC des disques de freins en céramique, un différentiel taré différemment, des suspensions plus fermes et une évolution moteur à 540 ch.

## Superamerica

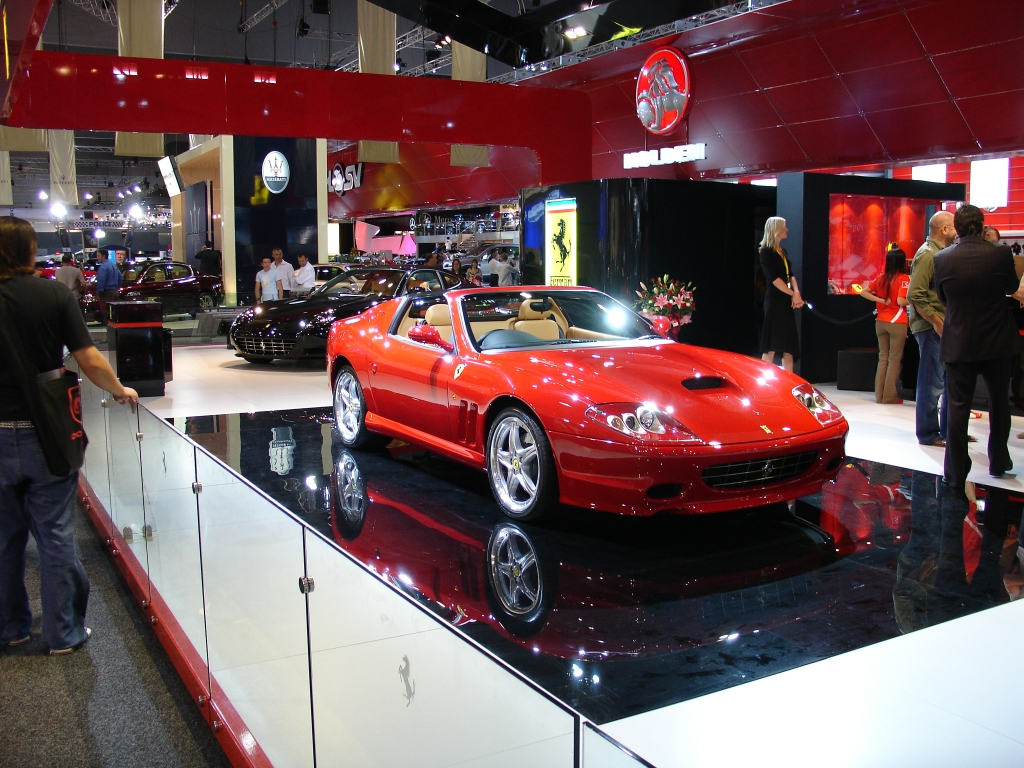
Une Ferrari Superamerica de 2005.

La Superamerica est une version convertible innovante de Ferrari 575M Maranello. Le faible nombre d'exemplaires, 559 seulement, en fait une des voitures les plus exclusives jamais construites. Ce nombre suit la philosophie d'Enzo Ferrari pour qui le nombre idéal de voitures, c'est une de moins qu'il y a de clients.
La cinématique du toit est très particulière, puisque contrairement à la 550 Barchetta Pininfarina (cabriolet sur base de 550 maranello) qui dispose d'une capote en toile classique, la Superamerica dispose d'un toit qui « bascule ». En version décapotée, le toit va alors se poser sur la partie arrière de la voiture sans aucune opération de pliage. Qui plus est, ce toit est électrochrome, c'est-à-dire qu'il dispose d'un mécanisme permettant au choix de l'obscurcir ou de le rendre transparent en l'espace de quelques dizaines de secondes, comme sur la Maybach.
Toutes les Superamerica développent 540 ch, elles sont en effet équipées du moteur V12 de la 612 Scaglietti.

## 575 GTZ Zagato
Pour les articles homonymes, voir GTZ.
La Ferrari 575 GTZ Zagato est une version d'exception réalisée en 2006 et présentée au Concours d'élégance Villa d'Este 2006.
Sa carrosserie, entièrement en aluminium, a été dessinée par Zagato sur la base de la Ferrari 575M Maranello. La voiture possède un toit typique à double bulle.
Elle devait être un modèle unique, mais vu l'accueil reçu par le premier modèle, Zagato en a produit 6 exemplaires. Le milliardaire et collectionneur japonais Yoshiyuki Hayashi en possède deux exemplaires, l'un pour rouler au Japon et l'autre en Europe.

## Apparition dans des films
- Bad Boys 2

- Tais-toi ! [3]